# Little Ghosts
 (avril 2023).
La mise en forme du texte ne suit pas les recommandations de Wikipédia : il faut le « wikifier ».
Les points d'amélioration suivants sont les cas les plus fréquents :
- Les titres sont pré-formatés par le logiciel. Ils ne sont ni en capitales, ni en gras.
- Le texte ne doit pas être écrit en capitales (les noms de famille non plus), ni en gras, ni en italique, ni en « petit »…
- Le gras n'est utilisé que pour surligner le titre de l'article dans l'introduction, une seule fois.
- L'italique est rarement utilisé : mots en langue étrangère, titres d'œuvres, noms de bateaux, etc.
- Les citations ne sont pas en italique mais en corps de texte normal. Elles sont entourées par des guillemets français : « et ».
- Les listes à puces sont à éviter, des paragraphes rédigés étant largement préférés. Les tableaux sont à réserver à la présentation de données structurées (résultats, etc.).
- Les appels de note de bas de page (petits chiffres en exposant, introduits par l'outil «  Source ») sont à placer entre la fin de phrase et le point final[comme ça].
- Les liens internes (vers d'autres articles de Wikipédia) sont à choisir avec parcimonie. Créez des liens vers des articles approfondissant le sujet. Les termes génériques sans rapport avec le sujet sont à éviter, ainsi que les répétitions de liens vers un même terme.
- Les liens externes sont à placer uniquement dans une section « Liens externes », à la fin de l'article. Ces liens sont à choisir avec parcimonie suivant les règles définies. Si un lien sert de source à l'article, son insertion dans le texte est à faire par les notes de bas de page.
- La présentation des références doit suivre les conventions bibliographiques. Il est recommandé d'utiliser les modèles {{Ouvrage}}, {{Chapitre}}, {{Article}}, {{Lien web}} et/ou {{Bibliographie}}. Le mode d'édition visuel peut mettre en forme automatiquement les références.
- Insérer une infobox (cadre d'informations à droite) n'est pas obligatoire pour parachever la mise en page.

Pour une aide détaillée, merci de consulter Aide:Wikification.
Si vous pensez que ces points ont été résolus, vous pouvez retirer ce bandeau et améliorer la mise en forme d'un autre article.
Little Ghosts (Les Petits Fantômes) est une série télévisée d'animation germano-britannique créée Jacques Duquennoy et Vincent Woodcock. Produite en 2001, et aujourd'hui terminée, sa durée totale est de 4 heures et 33 minutes. Son générique est instrumental et ses musiques sont de Rick Wentworth.
La série est inspirée de la collection de livres pour la jeunesse Les Petits Fantômes de Jacques Duquennoy.

## Synopsis
La série suit les péripéties de quatre petits fantômes du nom de Georges, Lucie, Henry et d'Edouard qui vont faire des découvertes, s'amuser, rire et apprendre la vie ensemble dans la joie.

## Doublage

### Voix anglaises
- Ned Kelly
- Joel Pitts
- Ben Tibber
- Ellie Beaven

### Voix françaises
- Pascale Chemin : Georges
- Thierry Bourdon : Edouard
- Nathalie Bleynie : Lucie
- Colette « Coco » Noël : Henry
- Thierry Kazazian : Stanley
- Danièle Hazan : Tante Gligli
- Bruno Magne : Oncle Paul
- Pascal Germain : Le magicien, Mr McCookie
- Philippe Roullier : Docteur Bonbon

## Liste des épisodes
1. Un fantôme énergique
2. Micmac a disparu !
3. Stanley
4. Le fantôme de neige
5. A la fête foraine
6. Les joies du camping
7. La fontaine aux fantômes
8. Voyage en Ecosse
9. Le mystère de l’esprit frappeur
10. Opération chasse au trésor
11. Les fantômes aviateurs
12. Le festin des fantômes
13. L’étoile tombée du ciel
14. La tête dans les nuages
15. L’envol du dragon
16. La course
17. Le château musical
18. L’étoile magique
19. Le dernier mystère
20. Edouard perd la voix
21. Le secret de l'oncle Paul
22. La bulle
23. La chauve-souris
24. La poudre magique
25. Alerte aux taupes
26. L'effet de serre
27. Georges et le ver à bois
28. La chasse aux bonbons
29. Perturbations temporelles
30. Les jeux fantômatiques
31. L'île déserte
32. Mauvais temps
33. Les trois petits canards
34. Un éléphant ça trompe
35. Le fantôme détective
36. Glace à gogo
37. Super fantôme
38. L'arc-en-ciel
39. En route pour la Lune

## DVD
Les Petits fantômes - Sacrés fantômes (25 février 2003). Compilation de 12 épisodes de 7 minutes comprenant les épisodes suivants :
1. Un fantôme énergique
2. Micmac a disparu !
3. Stanley
4. Le fantôme de neige
5. A la fête foraine
6. Les joies du camping
7. La fontaine aux fantômes
8. Voyage en Ecosse
9. Le mystère de l’esprit frappeur
10. Opération chasse au trésor
11. Les fantômes aviateurs
12. Le festin des fantômes

Les Petits fantômes - Voyage en Ecosse (17 juin 2003). Compilation de 12 épisodes de 7 minutes comprenant les épisodes suivants :
1. L’étoile tombée du ciel
2. La tête dans les nuages
3. L’envol du dragon
4. La course
5. Le château musical
6. L’étoile magique
7. Le dernier mystère
8. Edouard perd la voix
9. Le secret de l’oncle Paul
10. La bulle
11. La chauve-souris
12. La poudre magique

Les Petits fantômes - Les jeux fantômatiques (27 janvier 2004). Compilation de 7 épisodes de 7 minutes comprenant les épisodes suivants :
1. Alerte aux taupes
2. L'effet de serre
3. Georges et le ver à bois
4. La chasse aux bonbons
5. Perturbations temporelles
6. Les jeux fantômatiques
7. L'île déserte

Les Petits fantômes - Opération fantôme (20 avril 2004). Compilation de 7 épisodes de 7 minutes comprenant les épisodes suivants :
1. Mauvais temps
2. Les trois petits canards
3. Un éléphant ça trompe
4. Le fantôme détective
5. Glace à gogo
6. Super fantôme
7. L'arc-en-ciel